# Anatella minuta
Anatella minuta är en tvåvingeart som först beskrevs av Rasmus Carl Staeger 1840.  Anatella minuta ingår i släktet Anatella och familjen svampmyggor. Arten är reproducerande i Sverige. Inga underarter finns listade i Catalogue of Life.